# Ritratto del vescovo Bernardo de' Rossi
Il Ritratto del vescovo Bernardo de' Rossi è un dipinto olio su tavola (54,7×41,3 cm) di Lorenzo Lotto datato al 1505 e conservato nel Museo nazionale di Capodimonte a Napoli.

## Storia
Il ritratto fu eseguito per il vescovo di Treviso, già vescovo di Belluno tra il 1478 e il 1499, Bernardo de' Rossi, originario di Parma, che portò l'opera con sé alla città di Venezia nel 1511. A quel tempo il giovane pittore veneziano frequentava la piccola corte vescovile trevigiana, tra letterati e artisti, per la quale dipinse altre opere.
Alla morte del vescovo, avvenuta nel 1527, il ritratto fu poi acquistato, probabilmente assieme alla Sacra Conversazione, sempre del Lotto, sempre commissionata dal de' Rossi e sempre confluita poi a Capodimonte, dai suoi eredi emiliani, entrando quindi a far parte della collezione Farnese. Al palazzo Farnese di Roma la tavola perde la sua tracciabilità andandosi a "mescolare" con le descrizioni fatte su ulteriori ritratti ascritti al Lotto presenti nella dimora della famiglia nella città papale.
Le notizie certe ritornano nel 1680, quando compare nell'inventario farnesiano di palazzo del Giardino del 1680. Nelle raccolte emiliane la tavola era descritta dettagliatamente già con la giusta assegnazione a Lorenzo Lotto: «Ritratto d'un Cardinale di casa Rossi con anello alla destra con leone, e carta ravvolta nella medesima, e una berretta pavonazza in capo, in campo verde, di Lorenzo Lotti». Compare quindi nella nota Descrizione delle cento opere più meritevoli della galleria di palazzo Ducale, sempre a Parma, del 1725, finché la tavola non venne poi trasferita con tutta la collezione Farnese a Napoli, in un arco temporale che va dal 1734 al 1760, per volere del nuovo re Carlo III di Spagna, figlio di Elisabetta Farnese, ultima discendente del ramo.
A Napoli la tavola passò prima al Museo di Capodimonte e poi al palazzo dei Regi Studi: in queste circostanze la titolarità dell'opera fu assegnata prima ad una mano fiamminga e poi a Giovanni Bellini. Solo agli inizi del Novecento fu ripristinata correttamente l'assegnazione ad un giovane Lotto, grazie anche ai documenti di archivio, nonché al rinvenimento dell'iscrizione presente in quella che era l'antica custodia, un coperchio protettivo, decorata dall'Allegoria della Virtù e del Vizio, già in collezioni private parmensi e oggi nella National Gallery di Washington, dove nel rovescio si chiarisce il soggetto della tela "madre", quindi il vescovo di Treviso Bernardo de' Rossi, la sua età al momento del ritratto (36 anni), la data di esecuzione (1505) e la titolarità del dipinto, quindi Lorenzo Lotto.

## Descrizione e stile
Rappresentato a mezza figura, col busto di tre quarti e il volto girato verso lo spettatore, il giovane vescovo è ritratto con un vivo realismo, che si sofferma su particolari come l'incarnato rubicondo, le occhiaie appena accennate, le leggere imperfezioni della pelle. Dalla berretta nera sporgono alcuni riccioli castano chiaro, che evidenziano il fisiotipo nordico, così come gli occhi azzurri ed espressivi. La mantella rossa spicca sullo sfondo scuro, una tenda verde qua e là increspata, tipica dell'arte veneziana a cavallo tra Quattro e Cinquecento.
La mano destra, vicino al bordo, è ornata da un anello su cui è inciso lo stemma di famiglia, il leone, e stringe con fermezza un rotolo manoscritto, un gesto rivelatore dell'energia e determinazione del soggetto. Ciò riecheggia le suggestioni psicologiche di Antonello da Messina, mentre la saldezza plastica della figura, la luce forte e incidente, che crea ombre profonde, e l'attenzione al dettaglio sono legati alle suggestioni dell'arte nordica, in particolare Dürer, che forse Lotto aveva conosciuto in maniera indiretta, tramite disegni. Il rotolo forse contiene la condanna verso la congiura organizzata nei suoi confronti nel 1503.
Il vescovo appare anagraficamente in linea con quello presente nella scena dell'Incredulità di san Tommaso della chiesa di San Nicolò di Treviso, databile ai primi anni del Cinquecento e assegnato all'anonimo Maestro veneto dell'Incredulità, seguace di Giovanni Bellini.
Il dipinto napoletano costituisce uno dei capolavori della ritrattistica del Cinquecento italiano, nonché il primo in assoluto del giovane pittore (venticinquenne).